# لورانس تاليافيرو ديد
لورانس تاليافيرو ديد هو سياسي أمريكي، ولد في 1785، وتوفي في 25 مارس 1842 في أوينسبورو في الولايات المتحدة. انتخب عضو مجلس ولاية فرجينيا ‏.